# ゲンナジー・ロジェストヴェンスキー

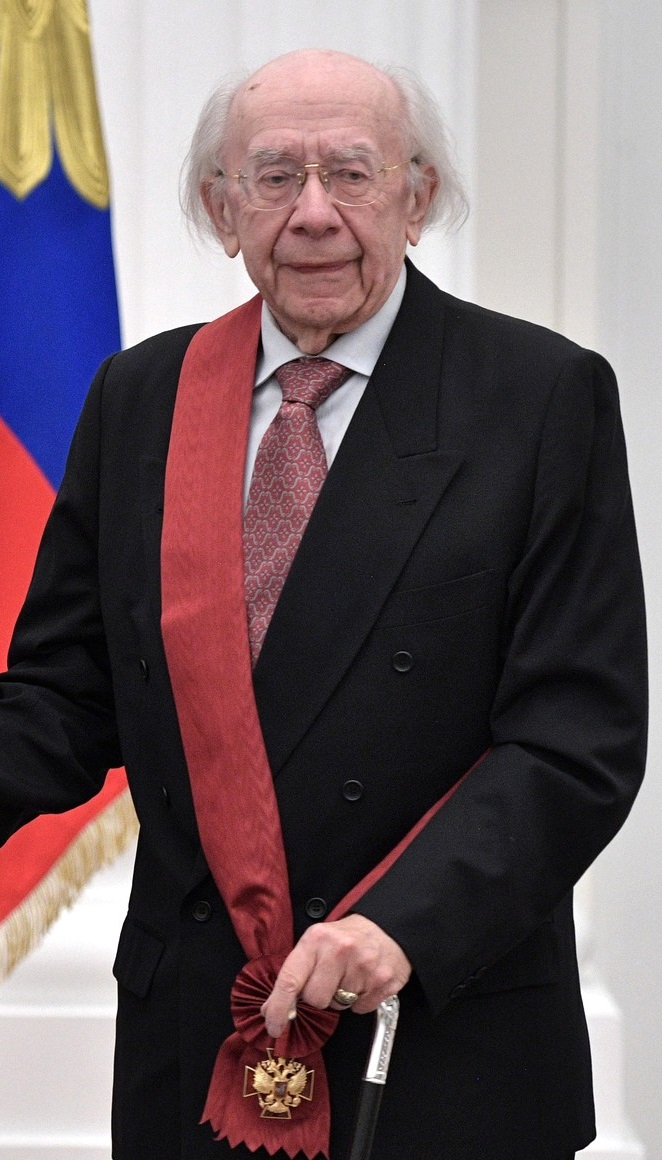
ゲンナジー・ロジェストヴェンスキー

ゲンナジー・ニコライエヴィチ・ロジェストヴェンスキー（露: Генна́дий Никола́евич Рожде́ственский；ラテン文字転写:Gennady Rozhdestvensky、1931年5月4日 - 2018年6月16日）は、ロシア人指揮者。日本語名は慣用で、ロシア語ではロジュジェストヴェンスキーが近い。

## 人物・来歴
ロシア・モスクワ生まれ。音楽家一家に生まれ、本名はゲンナジー・ニコライェヴィチ・アノーソフ（Геннадий Николаевич Ано́сов）であったが、職業音楽家として活動するにあたって、有名な父親ニコライ・アノーソフとの混同を避けるために、母親（ソプラノ歌手のナターリヤ・ロジェストヴェンスカヤ）の旧姓をもらい受けた。モスクワ音楽院で指揮を父親に、ピアノをレフ・オボーリンに師事。18歳のときに、ボリショイ劇場でプロコフィエフのバレエ音楽《シンデレラ》を指揮してデビューすると、早くも20歳でボリショイ劇場でのチャイコフスキーのバレエ音楽《くるみ割り人形》の指揮で、高い名声をかち得る。ソ連邦の作曲家の数々の作品を初演しただけでなく、ベンジャミン・ブリテンのオペラ《夏の夜の夢》をロシア初演した。1969年にピアニストのヴィクトリア・ポストニコワと結婚。
1970年代後半から西側で活動する機会が増えたが、当時、名声のあるソ連の音楽家の相次ぐ亡命に神経を尖らせていたソ連当局は、ロジェストヴェンスキーのソ連脱出を警戒して、1983年にソ連文化省交響楽団を創設、その音楽監督に彼を据えた。同楽団は、ソ連崩壊にともない自然消滅するまでの間、彼の指導力のもと、ショスタコーヴィチとグラズノフの交響曲全集のほか、シュニトケやオネゲル、ヴォーン＝ウィリアムズの作品の録音に加えて、ブルックナーの交響曲を異稿を含めて体系的に録音するという世界初のプロジェクトも実行した。
1957年にボリショイ・バレエに帯同して初来日、以後度々日本を訪れるようになる。1972年には大阪でモスクワ放送交響楽団を指揮してショスタコーヴィチの交響曲第15番のソ連国外初演をしている。1979年、読売日本交響楽団と初共演、以後着実に共演を重ね1990年には同団の名誉指揮者に就任。長年ロシア音楽の普及に努めた功績が認められ、2001年秋に勲三等旭日中綬章を受章した。
2018年6月16日に、ロシア国立モスクワ音楽院がロジェストヴェンスキーが死去した旨を発表した。87歳没。死因などは明らかになっていない。

## 逸話
ロジェストヴェンスキーは、傑出した演奏レパートリーの幅広さを誇り、また長い指揮棒を用いることで有名である。そしてその演奏スタイルはロシア人指揮者の中でも一、二を争う爆演系指揮者として知られ、ソ連文化省交響楽団とのショスタコーヴィチ交響曲第5番や第11番などを始めとする非常に「ロシア風味」でアクの強い演奏を多く残している。更に、BBCから出版されている旧レニングラード・フィルハーモニー交響楽団とのチャイコフスキー交響曲第4番、ベルリオーズ幻想交響曲などは、演奏者、観客ともに異様とも言えるテンションの高さを誇る音盤として名高く、ライブ演奏において観客を盛り上げる彼の卓越したパフォーマンス性と天性の才能を如実に表すものでもある。しかしながら、ただ爆演一本調子に陥るわけではなく、様式を的確に把握する能力によって確固とした形式感と造形力を前面に出しつつ、響きの洗練を追究していることが、彼のファンを増やす要因の一つとなっていることも否定できない。
ソフィヤ・グバイドゥーリナの交響曲《声……沈黙…… Stimmen... Verstummen... 》は、ロジェストヴェンスキーへの献呈作品である。

## 主な録音
大規模な楽曲、特に交響曲の演奏を得意とし、交響曲全集の制作に至った場合も多かった。
- ショスタコーヴィチ　交響曲全集 / ソビエト国立文化省交響楽団
- プロコフィエフ　交響曲全集 / モスクワ放送交響楽団
- プロコフィエフ　ピアノ協奏曲全集 / 独奏：ヴィクトリア・ポストニコワ、ソビエト国立文化省交響楽団
- グラズノフ　交響曲全集 / ソビエト国立文化省交響楽団
- チャイコフスキー　交響曲全集 （マンフレッド交響曲を含む全7曲） / モスクワ放送交響楽団
- シベリウス　交響曲全集 / モスクワ放送交響楽団
- ブルックナー　交響曲全集 （習作を含む全11曲） / ソビエト国立文化省交響楽団
  - ブルックナーはその在世中にも自作をしばしば改訂したし、さらには弟子や後人がブルックナーの作品を改訂することも多く、したがって彼の交響曲には多くの異稿・異版が存在する。ブルックナーの交響曲全集の録音にあたっては指揮者の判断によってその中のどれかの版を選択することが通例である。ところがロジェストヴェンスキーが1983年から88年にかけて録音したこのブルックナー交響曲全集では、異稿・異版のあるものについてはできるだけそれらを収録するという徹底した方針が貫徹されており、全11曲を19種の異稿・異版によって聴くことができる。内容は次の通り。
    - 交響曲ヘ短調(第00番)：1863年版
    - 交響曲第0番ニ短調：1869年版
    - 交響曲第1番ハ短調：1866年第1稿(リンツ稿)、1890-91年第2稿（ウィーン稿）
    - 交響曲第2番ハ短調：1877年第2稿
    - 交響曲第3番ニ短調(『ワーグナー』)：1873年第1稿、1877年第2稿、1889年第3稿、および1876年改訂稿の第2楽章
    - 交響曲第4番変ホ長調『ロマンティック』：1874年第1稿、1878-80年第2稿（ノヴァーク版）、1888年フェルディナント・レーヴェ改訂版にもとづく1900年グスタフ・マーラー改訂稿、および1878年改訂稿の第4楽章
    - 交響曲第5番変ロ長調：1878年原典版
    - 交響曲第6番イ長調：1881年原典版
    - 交響曲第7番ホ長調：1883年原典版(ハース版)
    - 交響曲第8番ハ短調：1890年第2稿(ハース版)
    - 交響曲第9番ニ短調：1896年原典版、および1986年ニコラ・サマーレとジュゼッペ・マッツーカによる第4楽章の補筆完成版
- ロベルト・シューマン　交響曲全集 / エストニア国立交響楽団